# جامو نزار
جامو نزار (ولد في 6 ديسمبر 1966 في باتنة، الجزائر) هو محترف كمال اجسام متقاعد ومعروف دوليا كمدرب شخصي خبير، ومؤسس "JamCore" للتدريب، ومالك بالشراكة لشبكة "MyFitTribe.com" الاجتماعية الرياضية.

## حياته وكمال الاجسام
ولد جامو نزار في ولاية باتنة في الجزائر في يوم 6 ديسمبر 1966. ومنذ سن مبكرة، كان دائما مهتماً في الصحة والرياضة و أدى اهتمامه إلى دراسته لعلم الأحياء. وبعد الانتهاء من درجة البكالوريوس في علم الأحياء، دخل في برنامج تحضيري للطب في جامعة درقانة في الجزائر، وسرعان ما أصبح متعلق في كمال الاجسام والتدريب الشخصي.
مسيرته استمرت خلال 22 عاما في مجال كمال الاجسام. بدأت في عام 1987، حيث انتقل إلى لندن  ليسعى بجدية لكمال الاجسام، ومنذ ذلك الحين حتى عام 1994 قام بالتركيز على التدريب والمنافسة، مما سمح له ذلك بالسفر في ارجاء العالم. ومن خلال أسفاره العديدة عمل جامو مع الكثيرين كمدرب شخصي لهم.
ومن خلال مسيرته في كمال الأجسام كُتبت عنه أكثر من 100 مقالة تتحدث عن نمطه التدريبي، وفلسفته الغذائية وقد ظهر على أغلفة أكثر من 27 مجلة متخصصة في اللياقة البدنية بما في ذلك مجلة اللياقة والعضلات. وبالإضافة إلى ذلك، ظهر جامو في البرامج التلفزيونية سواء في أوروبا أو في الولايات المتحدة، بما في ذلك BBC2, سكاي سبورت، إي إس بي إن وبرنامج  “Lifestyle at Muscle Beach” على قناة ديسكفري.
في عام 2001، انتقل جامو إلى جنوب كاليفورنيا لمواصلة حياته المهنية كموظف في الاتحاد الدولي لكمال الاجسام كمحترف ومتخصص في اللياقة البدنية. وحتى هذا الوقت يقوم بجهود في التدريب الشخصي والتطوير في مؤسسة JamCore للتدريب، مما جعل هذا النظام ناجح. جامو تقاعد من المنافسة في عام 2003 وركز على مساعدة الآخرين لصنع حياة صحية لهم. شخصيته الديناميكية والفريدة من نوعها في نظام التدريب تجعله أيقونه في جميع أنحاء العالم. العمل مع الكثير من الناس المختلفين، القدرة على التحدث بطلاقة باللغة الإنكليزية والفرنسية والعربية كانت مكسبا ومساعداً كبيرا له في حياته.

## الشركة
بعد تقاعده من مهنة كمال الاجسام، استمر جامو بالعمل كمدرب شخصي في مؤسسته للتدريب وتقديم تدريبات وشروحات عن اللياقة البدنية على الإنترنت، ويقدم نصائح عن الصحة والتغذية والمعلومات الأساسية للتدريبات والتي يمكن تحميلها ومشاهدتها على الكمبيوتر أو جهاز أي بود. شركة JamCore للتدريب الشخصي هي شركة مقرها في فينتورا في جنوب كاليفورنيا. وتضم 1,776 عضو في الولايات المتحدة.
انشأ جامو شبكة اجتماعية تختص في اللياقة البدنية والصحة وتسمى MyFitTribe.com. وتحتوي على مقالات، فيديوهات، صور، بلوق مع جميع ميزات الشبكات الاجتماعية الأخرى. وتضم عدد من كبار الرياضيين والمتحمسين للياقة البدنية من مجموعة واسعة من التخصصات مثل السباحة، التزحلق، كرة القدم، كرة القدم، كرة الماء، كرة الطائرة وفنون الدفاع عن النفس.

## سجل المنافسات
- 1989 - إنجلترا على جميع النجوم من توم
- 1991 - وصيف بطل الوزن الخفيف في بريطانيا
- 1994 - وصيف بطل الوزن الثقيل في بريطانيا
- 1995 -  وصيف بطل الوزن الثقيل في بريطانيا
- 1996 - وصيف بطل الوزن الثقيل في بريطانيا
- 1996 - بطل جنوب شرق بريطانيا
- 1999 - بطل الوزن الثقيل في الشمال الشرقي
- 1999 - وصيف بطل الوزن الثقيل في بريطانيا
- 1999 - بطل  سباق الجائزة الكبرى للهواة (برو كارد)
- 1999 - العاشر في مسابقة IFBB الإنجليزية الكبرى
- 2000 - المركز 14 في جائزة IFBB للرجل الحديدي
- 2001 - المركز 11 في كأس  IFBB  كندا تورونتو للمحترفين
- 2001 - المركز 18 في مسابقة ليلة بطل (من بين 42 المنافسين)-
- 2002 - المركز 12 في مسابقة IFBB للرجل الحديدي المحترف
- 2002 - المركز 12 في مسابقة IFBB سان فرانسيسكو (عرض المحترفين)
- 2002 - المركز العاشر في مسابقة IFBB الجائزة الكبرى النمساوية.[1]

## وصلات خارجية
- الشبكة الاجتماعية للصحة واللياقة البدنية
- JamCore للتدريب
- مدونة جامو نزار
- معرض صور لجامو نزار